# Albrecht II Habsburg
Albrecht II Habsburg (Austriacki) (ur. 16 sierpnia 1397, zm. 27 października 1439 w Neszmély, Węgry) – książę Austrii od 1404 (jako Albrecht V), margrabia Moraw od 1423, król Niemiec, Czech (jako Albrecht I), Węgier i Chorwacji oraz książę Luksemburga.
Syn Albrechta IV Habsburga i Joanny Zofii Bawarskiej z rodu Wittelsbachów. Ojciec Władysława Pogrobowca, który odziedziczył po nim tron czeski oraz „matki królów”, Elżbiety Rakuszanki, żony króla polskiego Kazimierza Jagiellończyka.

## Dziedzic Habsburgów i Luksemburgów
Był dzieckiem w chwili śmierci ojca, toteż władzę w Austrii objął dopiero w 1411 Ojciec Albrechta II, w przeciwieństwie do swoich kuzynów ze styryjskiej linii Habsburgów (np.: Ernesta Żelaznego) był sojusznikiem cesarza rzymskiego oraz króla Czech i Węgier Zygmunta Luksemburskiego. Sam Albrecht II walczył po stronie Zygmunta przeciw husytom, w 1431 brał udział w bitwie pod Domažlicami. Wysiłki te opłaciły się i w 1421 Albrecht poślubił Elżbietę, jedyną córkę cesarza, stając się tym samym dziedzicem swojego teścia. Zygmunt zresztą gorąco popierał Albrechta jako swojego następcę, któremu powierzył w 1423 Morawy. 18 grudnia 1437 został wybrany przez szlachtę węgierską, a 1 stycznia 1438 koronowany na króla Węgier, 18 marca został przez elektorów jednogłośnie wybrany królem Niemiec. Węgrom obiecał, że zerwie z reformatorską polityką Zygmunta, a decyzje w sprawie obsady urzędów i rozporządzania majątkiem królewskim będzie konsultował z Radą Królewską.

## Przodkowie
| 4. Albrecht III Habsburg  |  |                          |  |  |                         |
|                           |  | 2. Albrecht IV Habsburg  |  |  |                         |
| 5. Beatrycze Hohenzollern |  |                          |  |  |                         |
|                           |  |                          |  |  | 1. Albrecht II Habsburg |
| 6. Albrecht I Bawarski    |  |                          |  |  |                         |
|                           |  | 3. Joanna Zofia Bawarska |  |  |                         |
| 7. Małgorzata             |  |                          |  |  |                         |
|                           |  |                          |  |  |                         |

## Wojna z Jagiellonami o Czechy
Z większą opozycją Albrecht spotkał się w Czechach, chociaż już w 1437 stany czeskie pod wodzą magnata Oldřichem z Rožemberka wybrały go na króla. Husyci kierowani przez arcybiskupa Jana z Rokycan, w kwietniu 1438 przeprowadzili konkurencyjną elekcję w Kutnej Horze i wybrali Kazimierza Jagiellończyka, brata króla Polski Władysława III. Albrecht miał jednak przewagę militarną, cieszył się też poparciem papieża Eugeniusza IV i władców niemieckich. Przy użyciu wojsk węgierskich i niemieckich udało mu się opanować większość ziem czeskich, zająć Pragę i 29 czerwca tegoż roku koronować na króla. Polacy zdobyli kilka miast, jednak musieli wycofać się pod naporem przeważających sił Habsburga i zamknąć się w husyckiej twierdzy Tabor. Proponowali małżeństwo Kazimierza z córką Albrechta, ten jednak odrzucił ofertę (ostatecznie do tego małżeństwa doszło, już po śmierci króla) i w listopadzie pokonał husyckie i polskie siły w bitwie pod Żelenicami.

## Rządy w Niemczech i na Węgrzech

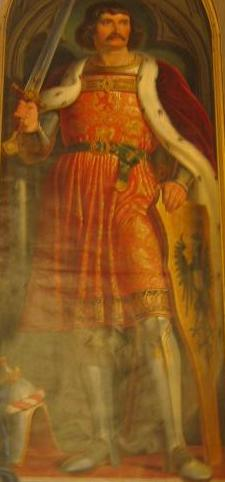
Albrecht II

Zajęty walkami w Czechach, Albrecht II nigdy nie pojawił się osobiście w Niemczech nie licząc Austrii, będącej wtedy częścią Świętego Cesarstwa (I Rzeszy), jednak nie pozostawał bierny wobec spraw wewnętrznych tego państwa. Rządził za pomocą swoich posłów. Na sejmie Rzeszy w Norymberdze (1438) wysłannicy króla przeprowadzili ważne regulacje ustanawiające sędziów rozsądzających spory pomiędzy 280 organizmami prawno-politycznymi (większymi i mniejszymi państwami) z których składała się wówczas Rzesza. Pozwoliło to rozpocząć ograniczanie feudalnej anarchii w Niemczech. Temu celowi służył również dokonany podział Niemiec na okręgi administracyjne.
Na Węgrzech rządy sprawowała żona Albrechta Elżbieta, która opierała się na możnych, głównie rodzinie Cillich (z której pochodziła jej matka) i Władysławie Gara. Podburzyło to nastroje średniej szlachty, wobec czego Albrecht II był zmuszony wrócić w maju 1439 na Węgry i zwołać do Budy sejm, na którym potwierdził dotychczasowe przywileje szlacheckie oraz zwolnił rycerstwo węgierskie z obowiązku uczestnictwa w wyprawach wojennych poza granicami kraju. Dzięki temu szlachta nie musiała brać udziału w dynastycznych wojnach króla, nie związanych ze sprawami samego królestwa. Tymczasem sułtan turecki Murad II ruszył na Węgry i zdobył Smederevo, potem zaś opanował większość terytorium Serbii. Podczas wojny z Turkami Albrecht zmarł na czerwonkę, której epidemia szerzyła się w jego armii. Pochowany został w Székesfehérvár. Nie zdążył koronować się na cesarza, co prawdopodobnie mógłby uczynić mając silne poparcie papieża i niemieckich książąt. Po jego śmierci jego syn, Władysław, objął władzę w Czechach. W Niemczech wybrano jego kuzyna, Fryderyka z linii styryjskiej Habsburgów, tron węgierski przypadł Jagiellonom.
Albrecht II był trzecim władcą Niemiec z dynastii Habsburgów. Po nim tron królów Niemiec i cesarzy Świętego Cesarstwa Rzymskiego aż do jego rozwiązania w 1806 obejmowali już prawie wyłącznie Habsburgowie.

## Pełna tytulatura
Albrecht, z łaski Bożej król rzymski, po wieki pomnożyciel Cesarstwa, król Węgier, Dalmacji, Chorwacji, etc. wybrany król Czech, książę Austrii, Styrii, Karyntii i Karnioli, margrabia Moraw i hrabia Tyrolu, etc.